# Championnat de Guinée de football 1992
Navigation
Saison 1982 Saison 2008-2009
La saison 1992 du Championnat de Guinée de football est la 28e édition du championnat de première division guinéenne. Il se déroule sous la forme d’une poule unique avec douze formations, qui s’affrontent à deux reprises.
C'est le club de Horoya AC, quadruple tenant du titre, qui remporte à nouveau le championnat cette saison, après avoir terminé en tête du classement final, avec cinq points d’avance sur l'ASFAG et huit sur l'AS Kaloum Star. C'est le sixième titre de champion de Guinée de l'histoire du club.
Les clubs de Dinguiraye FC et Mankona Guéckédou abandonnent le championnat en cours de saison. Par conséquent, tous leurs résultats sont annulés et les autres équipes ont match gagné sur tapis vert sur le score de 2-0.

## Les clubs participants
| Club                       | Ville       |
| -------------------------- | ----------- |
| Horoya AC                  | Conakry     |
| ASFAG                      | Conakry     |
| AS Kaloum Star             | Conakry     |
| AS Mineurs Sangarédi       | Sangarédi   |
| Hafia FC                   | Conakry     |
| Milo Football Club         | Kankan      |
| Mankona Guéckédou          | Guéckédou   |
| Club olympique de Kankande | Boké        |
| Fello Star                 | Labé        |
| Ratoma FC                  | Conakry     |
| Dinguiraye FC              | Dinguiraye  |
| Niandan Kissidougou        | Kissidougou |

## Compétition

### Classement
| Rang | Équipe                     | Pts     | J       | G       | N       | P       | Bp      | Bc      | Diff    |
| ---- | -------------------------- | ------- | ------- | ------- | ------- | ------- | ------- | ------- | ------- |
| 1    | Horoya ACT                 | 37      | 22      | 17      | 3       | 2       | 36      | 7       | +29     |
| 2    | ASFAG                      | 32      | 22      | 15      | 4       | 3       | 32      | 10      | +22     |
| 3    | AS Kaloum Stars            | 29      | 22      | 12      | 5       | 5       | 29      | 23      | +6      |
| 4    | AS Mineurs Sangarédi       | 28      | 22      | 11      | 6       | 5       | 28      | 22      | +6      |
| 5    | Hafia FCC                  | 27      | 22      | 10      | 7       | 5       | 22      | 13      | +9      |
| 6    | Gbenko Kankan Milo         | 27      | 22      | 10      | 7       | 5       | 20      | 11      | +9      |
| 7    | Niandan Kissidougou        | 22      | 22      | 7       | 8       | 7       | 16      | 13      | +3      |
| 8    | Ratoma FC                  | 21      | 22      | 8       | 5       | 9       | 17      | 22      | -5      |
| 9    | Club olympique de Kankande | 18      | 22      | 6       | 6       | 10      | 16      | 18      | -2      |
| 10   | Fello Star                 | 17      | 22      | 7       | 3       | 12      | 15      | 20      | -5      |
| -    | Mankona Guéckédou          | abandon | abandon | abandon | abandon | abandon | abandon | abandon | abandon |
| -    | Dinguiraye FC              | abandon | abandon | abandon | abandon | abandon | abandon | abandon | abandon |

|  | Qualification pour la Coupe des clubs champions africains 1993 |
|  | Qualification pour la Coupe des Coupes 1993                    |
|  | Qualification pour la Coupe de la CAF 1993                     |
|  | Abandon du championnat en cours de saison                      |
|  | T : Tenant du titre C : Vainqueur de la Coupe de Guinée        |

## Bilan de la saison
| Championnat de Guinée de football 1992                             |                      |
| Champion                                                           | Horoya AC (6e titre) |
| Coupes et trophées                                                 |                      |
| Vainqueur de la Coupe de Guinée 1992                               | Hafia FC             |
| Qualifications continentales                                       |                      |
| Coupe d'Afrique des clubs champions 1993                           | Horoya AC            |
| Coupe des Coupes 1993                                              | Hafia FC             |
| Coupe de la CAF 1993                                               | ASFAG                |
| Promotions et relégations                                          |                      |
| Promus en Championnat de Guinée de football                        | Inconnu              |
| Relégués en Championnat de Guinée de football de deuxième division | Mankona Guéckédou    |
| Relégués en Championnat de Guinée de football de deuxième division | FC Dinguiraye        |